# Huracán Valencia CF
Huracán Valencia Club de Fútbol – hiszpański klub piłkarski z siedzibą w mieście Walencja, działający w latach 2011–2016.

## Sezony
- 5 sezonów w Segunda División B